# Мінерал з Мозамбіку
Мінерал з Мозамбіку (англ. mineral from Mozambique; нім. Mineral n aus Mosambik (Moçambique)) — різновид ільменіту уранового з Мозамбіку. F.A.Bannister, J.E.Horne, 1950.